# Jazzstandard
Een jazzstandard is een nummer dat in de loop der jaren zodanig bekend werd dat het tot het standaardrepertoire van de jazzmuzikanten is gaan behoren. 
Het merendeel van deze "jazzstandards" waren oorspronkelijk geen jazzcomposities. Het gaat om composities die, ongeacht of ze werden geschreven door een jazzcomponist, worden gebruikt als basis voor jazzarrangementen of improvisaties. De basis voor deze arrangementen en improvisaties kan een bestaande spiritual, traditional, musical-lied of wat dan ook zijn. Er is geen definitieve lijst van jazzstandards, en de lijst van nummers die geacht worden standards te zijn, verandert met de tijd.
Op jamsessies wordt vaak geput uit deze (inmiddels zeer lange) lijst van stukken; het zijn bekende tunes en de jazzmuzikanten beheersen ze meestal. Ze zijn verzameld in eclectische verzamelbundels als het Real Book, het New Real Book, het Fake Book of iets recenter de verzameling 557 Swing & Bebop Standards.
Jazzstandards behoren tot het basis-lesmateriaal van de Lichte Muziek en Jazz-opleidingen van conservatoria. Daardoor wordt het soms als 'verplichte kost' ervaren.
Bovengenoemde verzamelbundels waren vaak de allereerste pogingen om de (meestal ongeschreven) jazzstukken te transcriberen, op het gehoor, van vaak oude plaatopnames. Over de correctheid van de harmonische en melodische notatie wordt dan ook met enige regelmaat gediscussieerd.
De jazzmuziek heeft zich qua diversiteit in de breedte ontwikkeld en de jazzstandards evolueren mee. De (virtuele) lijst met standards is daarmee een dynamisch gegeven: er verdwijnen stukken van de lijst en er komen nieuwe bij. Een stuk wordt een standard als het vaak wordt uitgevoerd, als het populair is bij muzikanten of wanneer het een hit is en daarna nog enige tijd beklijft. Het stuk Cantaloupe Island van de pianist Herbie Hancock is een goed voorbeeld: in de jaren zestig van de twintigste eeuw was dat een hit en het werd al gauw een jazzstandard. Daarna raakte het stuk in vergetelheid en verdween daarmee van de (ongeschreven) standardslijst om in de jaren negentig (toen de remix een hit werd) weer terug te keren op de lijst.
De term "standard" wordt soms verward met de term "evergreen", maar er is een duidelijk verschil. Een jazzstandard kan zijn status verliezen en in de vergetelheid geraken, een evergreen is tijdloos en blijft bekend bij het publiek. Voorbeelden van evergreens zijn "Singin' in the Rain" (muziek: Nacio Herb Brown, tekst: Arthur Freed) en "The Sound of Music" uit de gelijknamige musical (muziek: Richard Rodgers, tekst: Oscar Hammerstein II).

## Top tien
De top tien van de door bekende jazzmuzikanten meest gespeelde jazzstandards zijn:
1. Body and Soul
2. All the Things You Are
3. Summertime
4. 'Round Midnight
5. I Can't Get Started (with You)
6. My Funny Valentine
7. Lover Man (Oh, Where Can You Be)
8. What Is This Thing Called Love?
9. Yesterdays
10. Stella By Starlight

## Voetnoten
1. ↑  Hier te downloaden als pdf-bestand.
2. ↑  http://www.jazzstandards.com